# Paus Nicolaas V
Nicolaas V, geboren als Tommaso Parentucelli (Sarzana, 15 november 1397 – Rome, 24 maart 1455) was paus van 18 maart 1447 tot zijn dood.
Nicolaas V wordt gezien als de eerste echte renaissancepaus. Na de ballingschap van het pausdom in Avignon was hij de derde paus die weer in Rome gevestigd was. Zijn leven is beschreven door Giannozzo Manetti, een humanistisch politicus die behoorde tot de grootste intellectuelen te Italië in die tijd.
Nicolaas V was een van de weinige pausen uit de renaissance die zich niet overgaf aan nepotisme en acelibataire uitspattingen. Hoewel zijn levenswijze sober was, deed hij vele inspanningen om van Rome de meest prestigieuze stad van de Renaissance maken. "Opdat het prachtige uitzicht van de stad het geloof der nederigen zal versterken", zou hij verklaard hebben. Het einde van het Concilie van Bazel, waarvoor hij een belangrijke bijdrage leverde door een verzoening met de tegenpaus Felix V, maakte van Rome namelijk opnieuw het centrum van het christelijke geloof.

Nicolaas V trok allerlei wetenschappers, schrijvers en kunstenaars naar Rome. Bovendien vormden de boeken die hij aanschafte de kern van de Vaticaanse Bibliotheek. Daarnaast gaf hij opdracht tot het vertalen van veel Griekse literatuur naar het Latijn en liet hij plannen ontwerpen voor het Vaticaanse Paleis en de Sint-Pietersbasiliek. Om deze bouwwerken te financieren, werd door de kerk onder andere handel gedreven in zogenaamde aflaten, wat voor priesters en monniken in Duitsland aanleiding was een protestbeweging te vormen die zou uitgroeien tot het Protestantisme.
Nicolaas voerde dus een intensieve cultuurpolitiek om het Rome van de klassieken te doen heropleven, maar dan nu onder het gezag van de Rooms-Katholieke Kerk.

## Zijn wereldlijke politiek
Kort na zijn inauguratie drong de wereldse machtspolitiek zich al aan hem op; hij spande zich in om de agressiviteit van Alfons van Aragón, de nieuwe koning van Napels (die de kerkelijke Staten bedreigde) in te tomen. In 1448 sloot Nicolaas V met de Duitse koning Frederik III en enkele Duitse vorsten het Concordaat van Wenen, dat tot 1803 van kracht zou blijven.
In het jaar 1450 gaf de paus aan de Duitse theoloog Nicolaus Cusanus de opdracht de Duitse Kerk te hervormen. "Zuiver en vernieuw, maar verniel niets en treed niets met de voeten," was zijn richtlijn. Op 16 maart 1452 zegende de paus het huwelijk in van Frederik III met Eleonora van Portugal en kroonde hij Frederik tot keizer. Het was de laatste maal dat een keizer in Rome werd gekroond.
In het jaar 1452 vaardigde paus Nicolaas V een bul uit, getiteld Dum Diversas ('Doctrine van Ontdekking'), waarmee prins Alfons V van Portugal van de Rooms-Katholieke Kerk de heerschappij kreeg over het deel van de Atlantische Oceaan rond de Canarische Eilanden met het recht daar Saracenen en mensen die de leer en de regels van de kerk niet strikt volgden, tot slaaf te maken, hun nakomelingen inbegrepen. Deze bul doet het voorkomen, alsof de kerk dergelijke rechten bezat en legitimeerde zo de slavernij en slavenhandel. Rond die tijd begonnen de expedities naar India, die werden gefinancierd met slavenhandel. Deze goedkeuring van de slavernij werd in zijn Bul Romanus Pontifex in 1455 opnieuw bevestigd en uitgebreid.
Op Driekoningen (6 januari) 1453 ontsnapte Nicolaas V ternauwernood aan een aanslag. De samenzweerders werden nog dezelfde dag ingerekend, onmiddellijk veroordeeld en op 9 januari onthoofd. Dit was een zware schok voor Nicolaas V, die een grondige afkeer had van geweld; hij vond dat zijn vele werken ten behoeve van de stad Rome slecht waren begrepen. Een tweede schok kreeg hij op 29 mei 1453 bij de inname van Constantinopel door de Ottomanen, hetgeen het einde van het Byzantijnse Keizerrijk betekende, de laatste erfgenaam van de Romeinse grootheid.
Nicolaas V werd erg neerslachtig. Jicht en andere ziekten plaagden hem al vijf jaar; op 24 maart 1455 overleed hij. Zijn opvolger was paus Calixtus III, een telg uit het geslacht Borgia.

## Zijn gedachtegoed
Omdat hij kennisverwerving hoog in het vaandel droeg, stichtte hij de pauselijke bibliotheek die hem moest dienen voor het goede bestuur van de kerk. Zijn boeken vormden de kern van deze Vaticaanse bibliotheek en hij gaf de opdracht tot het vertalen van veel Griekse literatuur naar het Latijn. Het ging onder andere om vertalingen van Archimedes door Johannes Campanus van Novaro in 1540, die zich in dezelfde kringen als Alberti bevond.
Rond diezelfde tijd zou Alberti zijn De Re Aedificatoria hebben voorgesteld aan Nicolaas V. Tijdens hun opleiding al kwamen ze met elkaar in contact en deelden dus vele ideeën. Over het begrip van de humanist ontwikkelden ze dezelfde percepties en deelden de mensen op in drie klassen; de ‘writer-saints‘ (creëerden doctrines en waardevolle zaken), de ‘cynics’ ( richten zich op het mensdom en bijhorende problemen) en een tussenklasse waartoe de architecten behoren (zij zetten het waardevolle van de eerste klasse in voor het mensdom).
Daarnaast paste Nicolaas de idee van Alberti, dat de schilderkunst de vroomheid zou bevorderen, toe op de architectuur. Nicolaas V maakte een onderscheid tussen architectuur en schilderkunst. Architectuur was niet in staat om ‘de doden’ levend te maken, met name door ze af te beelden, waar de schilderkunst dit wel kon. Architectuur kon wel plaatsen uitbeelden, plaatsen waar belangrijke mensen ooit hadden verbleven. Bovendien had de architectuur een belangrijk voordeel ten opzichte van de schilderkunst; gebouwen leken gemaakt voor de eeuwigheid, waardoor de mensen die er ooit in woonden zogezegd zouden heersen voor eeuwig. De architectuur werd dus ingezet als een doeltreffend propagandamiddel voor de rooms-katholieke kerk die bijgevolg een eeuwigheidswaarde verkreeg. Gebouwen wezen op de voorspoed die gold in Rome onder het christendom. De gebouwen leken als door God zelf geschapen te zijn. In deze zin kan de Renaissance ook als een ideologisch begrip worden begrepen; het rechtvaardigen van een absolute wereldlijke en geestelijke autoriteit.

## Zijn inspanningen voor het herstel van Rome
Om de glorie van het christendom uit te drukken, ondernam Nicolaas V in Rome vele bouwwerken om de stad weer te laten opleven. Rome was immers vreselijk aangetast door branden, aardbevingen, oorlog en gebrekkig onderhoud tijdens de ballingschap van de pausen te Avignon. Nicolaas V was de eerste paus sinds de terugkeer naar Rome (onder paus Martin V in 1420) die grote projecten ondernam om de stad opnieuw zijn prestigieuze karakter terug te geven. Hij staat dan ook bekend als een van de belangrijkste mecenassen uit de renaissance, maar vele bouwwerken werden gefinancierd met geld van de Italiaanse bevolking.
Voor de heropbouw vertrok hij van vijf punten;
- Het herstel van de stadsmuren.
- De restauratie van (40) belangrijke kerken.
- De wederopbouw van het Borgo Leonino, het stadsdeel tussen het kasteel van Sant’ Angelo en het Vaticaan.
- De verbouwing en verfraaiing van het Vaticaanse paleis.
- Het bouwen van een (volledig nieuwe) basiliek voor de tombe van de Sint-Pieterskerk.

De plannen voor de heropbouw van de Borgo Leonino wijk telt als een van de eerste voorbeelden van stadsplanning in het 15e-eeuwse Italië (sinds de Romeinen), dit deel van de stad was enorm beschadigd waardoor voorname burgers uit deze wijk wegtrokken. Ondanks de dichte ligging bij het Vaticaan was de Sint-Pietersbasiliek moeilijk te bereiken en de wijk was tevens afgescheiden van de rest van de stad door de Tiber. De reorganisatie bestond uit een aanleg van pleinen, verbonden door drie grote assen die zouden leiden naar kerken of het pauselijk paleis met portieken aan beide kanten, waarin winkels en werkplaatsen konden worden gevestigd met woonhuizen erboven. Manetti meende dat Nicolaas V het plan voor dit stadsdeel zelf had ontwikkeld en Bernardo Rosselino (leerling van Alberti) had aangesteld voor de uitvoering. Hierover bestaat onder historici echter een fel debat en sommigen duiden hiervoor Alberti aan. De pauselijke regering was onder Nicolaas V namelijk Alberti’s opdrachtgever en tijdens zijn verblijf aan het hof zou hij dus ook een belangrijke rol hebben gespeeld bij deze plannen gespeeld hebben. Aan Rosselino had Nicolaas V tevens de opdracht gegeven voor de verbouwing van de Sint-Pietersbasiliek in 1542, deze plannen werden echter na zijn dood niet uitgevoerd waardoor de ingrepen van Rosselino beperkt bleven tot de wachttoren van Nicolaas V, de noordelijke vleugel van het complex en de ‘Papagaaienhof’ , alsook de noodzakelijkste restauraties van delen van het Apostelgraf.
Cursief: tegenpaus